# Culte als ancestres

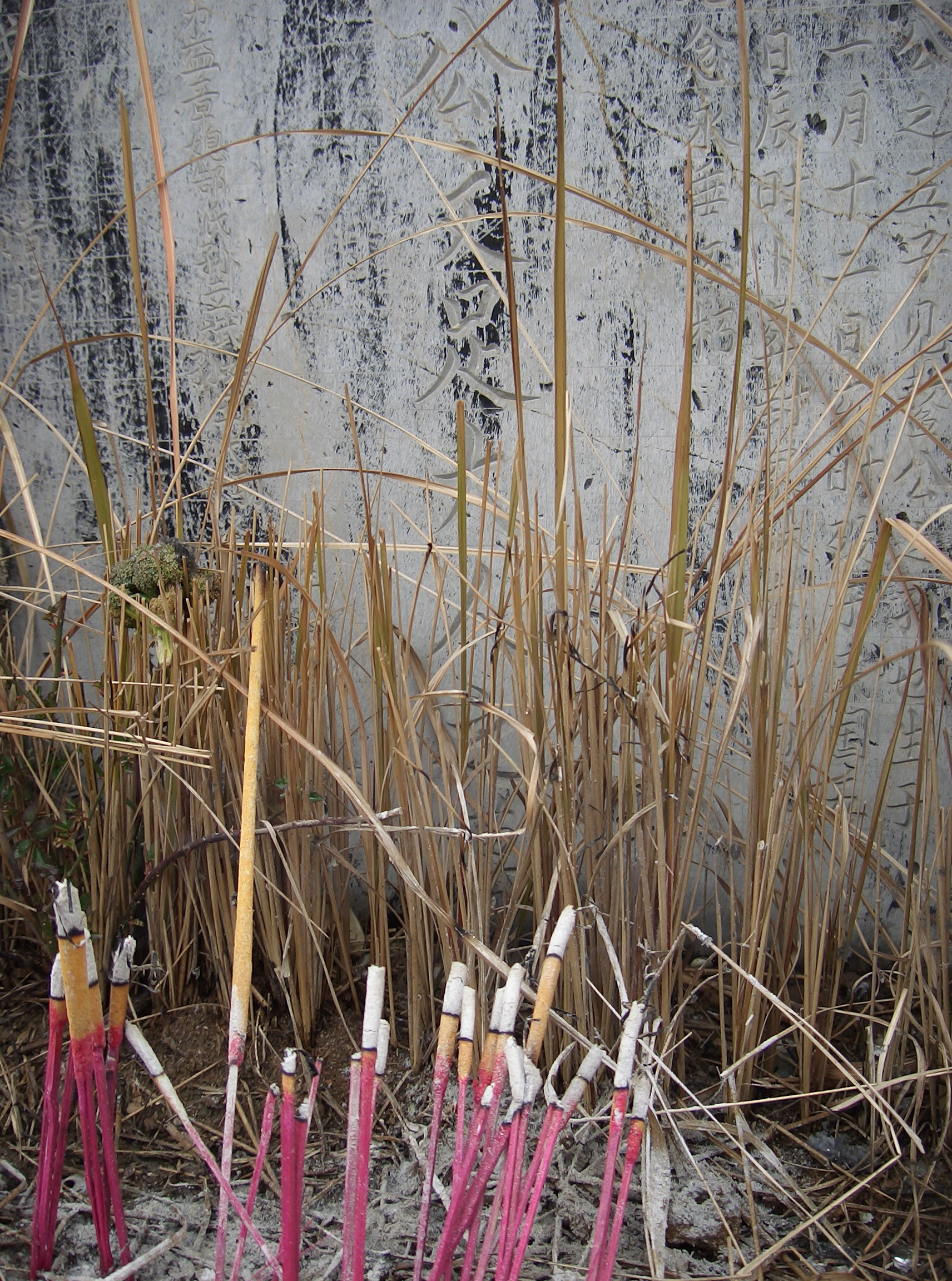
Les ofrenes a les tombes dels ancestres poden incloure la crema d'encens.

El culte domèstic, culte als ancestres o culte als avantpassats és una  pràctica  piadosa comú a diverses  religions basada en la creença que els membres de la família que han mort (ancestres) tenen una nova existència, s'interessen pels assumptes del món i posseeixen l'habilitat d'influir en la sort dels vius.
Totes les cultures li donen un significat ritual a la mort dels éssers estimats. La meta del culte és assegurar el benestar en la nova existència dels ancestres i la seva bona disposició cap als vius i, de vegades, demanar algun tipus de favor o ajuda. La funció social del culte als ancestres és conrear valors familiars, com la pietat filial, lleialtat a la família i continuïtat del llinatge.
Es tracta d'una pràctica universal a totes les cultures de maneres més o menys explícites, el culte als ancestres es troba en societats amb qualsevol grau de complexitat social, política i tecnològica, i roman com un notable component de diverses pràctiques religioses en els temps moderns. És especialment central en diverses  religions africanes, des de l'animisme fins als ritus Bwiti i al confucianisme, on rep el nom de pietat filial.

## Sobre el culte als ancestres
Per a la majoria de les cultures, les pràctiques dels ancestres no són com els cultes als déus.
Quan una persona adora a un déu en un temple local, és per demanar algun favor que pot ser garantit pel poderós esperit.
Parlant a grans trets, però, el propòsit del culte als ancestres no és per demanar favors, sinó per realitzar el deure filial d'un.
Algunes persones creuen que els seus ancestres necessiten ser proveïts pels seus descendents.
Altres no creuen que els ancestres estiguin preocupats pel que els seus descendents fan per ells, sinó que l'expressió de pietat filial és l'important.
No importaria si l'ancestre rep o no el que se li ofereix.

## Homo neanderthalensis (neandertals)
Els neandertals, sorgits a Europa fa 230 000 anys, desapareguts fa 40 000,tenien diferents tradicions, ja que en tot Europa hi havia molts grups diferents de neandertals.
Alguns grups els enterraven i d'altres no. L'enterrament més espectacular és a Xanidar, on s'ha trobat una tomba de fa 50 000 anys que té exactament la mida del mort. Hi van col·locar el cadàver en posició fetal i els van cobrir de flors. Tot i això hi ha altres llocs on no s'han trobat enterraments. Aquest és un comportament cultural que varia d'un lloc a un altre. A la Cova de l'Aragó, al Rosselló, hi ha proves de canibalisme. Allà, en lloc d'enterrar els morts, se'ls menjaven. S'ha de dir que no hi ha traces d'assassinats. A més se'ls va extreure el cervell, cosa que algunes societats d'Homo sapiens es fa per apropiar-se de l'energia del mort. Tot fa pensar que són gent que havia mort i que se'ls van menjar en una cerimònia ritual. Aquestes diferències culturals també s'observen en la nostra espècie.

## Antic Egipte
Les piràmides de l'antic Egipte són els monuments històrics més famosos dedicats als morts (veure Piràmide de Kheops). La religió egípcia postulava la supervivència de l'ànima en relació amb la supervivència d'un receptacle físic per l'ànima - per això la momificació i el retrat van ser una part vital de la religió egípcia.
Encara que alguns historiadors afirmen que la societat de l'antic Egipte era un "culte a la mort" a causa dels seus elaborades tombes i els rituals de momificació, era realment tot el contrari. La filosofia que "aquest món no és més que un vall de llàgrimes", i de morir i estar amb Déu en una existència millor que en la vida terrenal era relativament desconegut entre els antics egipcis. Això no vol dir que no estaven familiaritzats amb la duresa de la vida, sinó que la seva ethos incloïa un sentit d'orgull nacional. Al poble egipci l'hi encantava la cultura, els costums i la religió de la vida quotidiana tant que volia continuar a la següent vida. Aquest mateix sentit d'orgull nacional i històric encara existeix avui en dia a Egipte, tot i que la religió i la cultura han canviat.
Les tombes van ser l'habitatge en l'altra vida i pel que es van construir amb cura i decoració, així com ho estaven les cases per als vius. La momificació era una forma de preservar el cadàver perquè el ca (ànima) del difunt podria tornar a rebre les ofrenes de les coses que gaudia en vida. Si momificació no era assequible, un "ca-estàtua" en la semblança dels morts va ser tallat per aquest propòsit. Els morts eren anomenats col·lectivament Akhu, o els "brillants" (singular:akh). Se'ls descrivia com "el que brilla com l'or en el ventre de Nut" (Gr, Nuit) i eren de fet representats com estrelles d'or en els sostres de moltes tombes i temples.
El procés pel qual un ca es convertia en un akh no era automàtic després de la mort, sinó que inclou un viatge de 70 dies a través de la Duat, o l'Altre, el que va portar a judici davant Wesir (Gr, Osiris), Senyor dels Morts, on seria el cor ca era pesat en una balança contra la ploma de Ma'at (en representació de la Veritat). No obstant això, si el ca no estava preparat adequadament, aquest viatge podria estar ple de trampes perilloses i dimonis estranys, de manera que alguns dels primers textos religiosos descoberts, com el Papir d'Ani (comunament conegut com el Llibre dels Morts) i el Textos de les Piràmides van ser escrits per a servir de guia per ajudar els difunts navegar amb èxit al Duat.
Si en la balança, el cor estava en equilibri amb la ploma de Maat, al ca se li va concedir l'accés al West Bella com un akh que estava ma'a Heru ("representant la veritat") a habitar entre els déus i els altres Akhu. Tan sols en aquest punt el ca era considerat digne de ser venerat pels vius a través de ritus i ofrenes. Els que es perdien en la Duat o deliberadament tractaven d'evitar el judici es convertien en els desafortunats (i algunes vegades perillós) Mutu, el qui no podien descansar en la mort. Per als pocs que el seu malvat cor era més lleuger que la ploma, la deessa Ammit els esperava pacientment darrere del seient del judici de Wesir per a consumir-los. Era una criatura composta pels tres animals més mortífers d'Egipte: el cocodril, l'hipopòtam i el lleó. (L'hipopòtam segueix sent la principal causa de morts humanes degut a animals a l'Àfrica avui en dia.) Els que alimentaven a Ammit eren consignats al buit etern, perquè el seu ca fos "desfet".
A més de ser menjat per Ammit, el pitjor destí que un ca podria patir després de la mort física era l'oblit. Per això, la veneració dels ancestres en l'antic Egipte era un ritu important de record per mantenir la ca "viu" en aquesta vida i en la següent. La reialesa, els nobles i els rics, els contractes realitzats amb els sacerdots locals per realitzar oracions i ofrenes a les seves tombes. Als sacerdots se'ls permetia conservar una porció de les ofrenes com a pagament pels serveis prestats. Algunes inscripcions funeràries fins i tot convidaven als transeünts a pronunciar en veu alta els noms dels morts dins de les tombes (per tal de perpetuar la seva memòria), i per oferir aigua, oracions o altres coses, si així ho desitjaven. En els domicilis particulars dels menys rics, els nínxols eren tallats en les parets amb la finalitat d'imatges habitatge de familiars  Akhu i servir com altars de veneració.
Moltes d'aquestes mateixes creences i pràctiques religioses ancestrals veneració se segueixen realitzant en l'actualitat en la religió de Kemetic ortodòxia.

## Antiga Roma

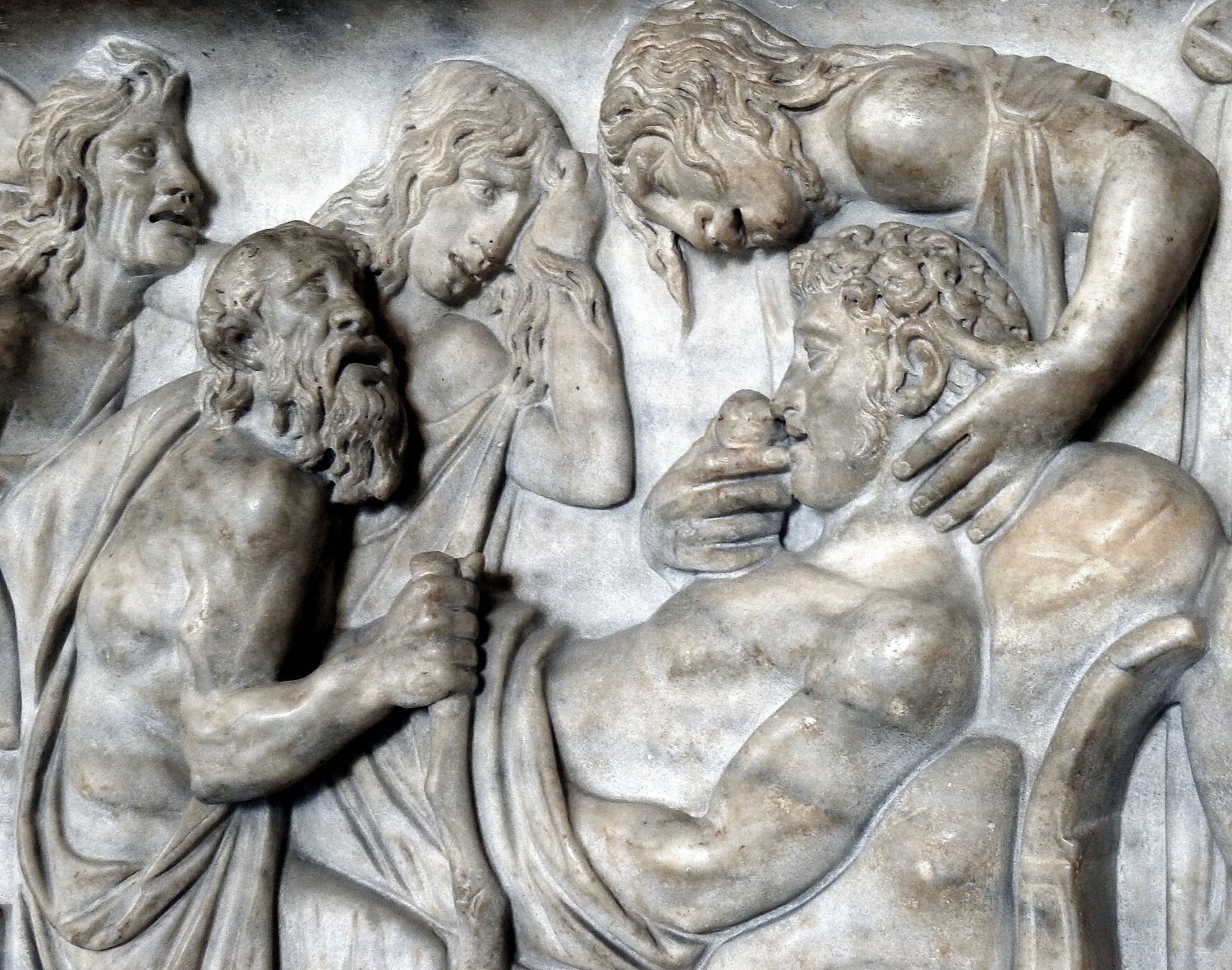
Detall d'una de les primeres romà del segle segon sarcòfag representa la mort de Meleagre

Els  Romans, igual que moltes societats mediterrànies, consideraven que els cossos dels morts eren considerats contaminants Durant l'època clàssica de Roma, el cos era incinerat sovint, i les cendres eren col·locades en una tomba fora de les muralles de la ciutat. La major part del mes de febrer es dedicava a les purificacions, propiciació, i la veneració dels morts, sobretot als nou dies de durada del  festival de Parentalia durant el qual una família honorava els seus avantpassats. La família anava al cementiri i hi compartien el pa i el vi, tant en forma d'ofrenes als morts i com en un dinar entre ells. El Parentalia arribava a la seva fi el 21 de febrer amb l'ombrívol Feralia, un festival públic de sacrificis i ofrenes als Manes, els esperits potencialment malèvols dels morts que propiciació requerida. Una de les més comunes  Frases d'inscripcions epitafis en llatí és Dis Manibus, abreujat DM, "als déus Manes", que apareix fins i tot en  alguna làpida cristiana. El Carístia, el 22 de febrer, se celebrava la línia de la família, ja que continua en el present.
Els  nobles de família romana mostraven imatges ancestrals (imagina) en l'atri de la casa (domus). Algunes fonts indiquen que aquests  retrats eren  bustos, mentre que altres suggereixen que eren  màscares funeràries. Les màscares, probablement modelats de cera de la cara del difunt, formaven part de la processó funeral quan una persona de l'elit romana moria. Ploraneres professionals portaven les màscares i les insígnies dels avantpassats de la persona morta com el cos eren portats des de la casa, a través dels carrers, fins a la seva última estada.

## A l'Índia
En l'actualitat i des de l'època vèdica, els hindús realitzen cerimònies rituals  śraddhá, on ofereixen oblacions (pinda)-en forma de pastissos de blat o arròs- als seus avantpassats, anomenats en sànscrit  pitrís.

## Al Japó
El O-bon o O-Bon (お盆?), O simplement Bon (盆?), És una festivitat japonesa de tradició semirreligiosa que honra als dels esperits (morts) dels seus avantpassats.

## Estats Units i Canadà
En els països d'origen britànic se celebrava una festa de tardor anomenada Samhain celta que
va donar origen al Halloween als Estats Units i Canadà.

## A Mèxic i Amèrica Central
Quan van arribar a Amèrica els espanyols al segle XVI van portar les seves pròpies celebracions del Dia de Morts cristianes i europees. En convertir els nadius del nou món es va donar lloc a un sincretisme que va barrejar les tradicions europees i prehispánicas, fent coincidir les festivitats catòliques del Dia de Tots Sants i Totes les Ànimes amb el festival similar mesoamericano, creant l'actual Dia de Morts.